# Sers (délégation)
Pour les articles homonymes, voir Sers.
Sers est une délégation tunisienne dépendant du gouvernorat du Kef.
En 2004, elle compte 25 915 habitants dont 12 618 hommes et 13 297 femmes répartis dans 5 498 ménages et 5 786 logements.